# Sexuelle Selektion
Die sexuelle Selektion (lateinisch selectio ‚Auslese‘) ist eine innerartliche Selektion, die auf körperliche Merkmale wirkt und durch Varianz im Fortpflanzungserfolg zwischen Mitgliedern desselben Geschlechts entsteht. Diese „geschlechtliche Zuchtwahl“ erkannte Charles Darwin als eine der drei Selektionsarten der Evolutionstheorie. Damit wird die Entstehung sexualdimorpher Merkmale, d. h. der sekundären Geschlechtsmerkmale im Erscheinungsbild der Geschlechter einer Art, evolutionär erklärt.

## Abgrenzungen

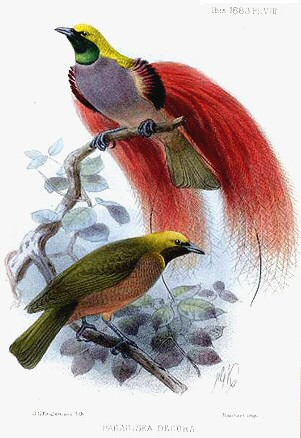
Sexuelle Selektion ruft beim Lavendelparadiesvogel einen farbenfreudigen Sexualdimorphismus hervor. Männchen oben; Weibchen unten. Gemälde von John Gerrard Keulemans (1912)

In seinem Werk Die Entstehung der Arten von 1859 beschreibt Charles Darwin die künstliche und natürliche Selektion.
- Die künstliche Selektion (Züchtung) ist eine zielgerichtete Auswahl von Individuen mit bestimmten, vom Menschen erwünschten Eigenschaften. Individuen, die diese Eigenschaften nicht aufweisen, werden strikt von der Fortpflanzung ausgeschlossen. Dadurch können sich Formen entwickeln, die im Freiland eine geringere Angepasstheit als ihre Vorfahren aufweisen (Haustiere, Kulturpflanzen).
- Die natürliche Selektion findet ohne Einwirkung des Menschen statt. Es haben diejenigen Individuen die größere  biologische Fitness, die Bau- oder Leistungsmerkmale aufweisen, die in ihrer Umwelt im Vergleich zu anderen Individuen eine höhere Zahl überlebender Nachkommen bewirken. Diesem Selektionsdruck unterliegen Eigenschaften wie Anpassungsfähigkeit an Umweltänderungen, Möglichkeiten zur Einnischung und Widerstand gegen den Feinddruck. In der Evolutionsbiologie und Soziobiologie erklärt der erweiterte Begriff der Verwandtenselektion altruistische Verhaltensmuster. Als Erweiterung der natürlichen Selektion wurde die Gruppenselektion vorgeschlagen, die in jüngerer Zeit als Multilevel-Selektion diskutiert wird.

Dem Konzept der natürlichen Selektion widersprachen aber beobachtbare Merkmalsausprägungen, die für ihre Träger in der jeweiligen Umwelt eigentlich nachteilig sind. In seinem Buch Die Abstammung des Menschen und die geschlechtliche Zuchtwahl von 1871 beschreibt Darwin die sexuelle Selektion, mit der er diese Merkmalsausprägungen erklären konnte.
- Die sexuelle Selektion ist eine Auslese von Individuen durch Vorteile beim Fortpflanzungserfolg gegenüber Geschlechtsgenossen derselben Art. Intrasexuelle Selektion wirkt auf Merkmale, die bei der gleichgeschlechtlichen Konkurrenz um Zugang zu Paarungspartnern eine Rolle spielen. Intersexuelle Selektion wirkt auf Merkmale, die von Mitgliedern eines Geschlechts eingesetzt werden, um eine explizite Wahlentscheidung zur Paarung bei Mitgliedern des anderen Geschlechts zu bewirken.

## Intrasexuelle Selektion: Konkurrenzkämpfe zwischen Angehörigen desselben Geschlechts
Intrasexuelle Selektion wirkt auf Merkmale (z. B. Körpergröße, Färbungen, Lautäußerungen, Eckzähne), die für die gleichgeschlechtliche Konkurrenz beim Paarungszugang wichtig sind. Solche Merkmale sind bei Beschädigungs- oder Kommentkämpfen als Waffe (z. B. Geweih) oder als Schutz vor Verletzungen (z. B. Löwenmähne) vorteilhaft, oder sie dienen als soziale Signale beim Imponierverhalten. Für die markante Ausprägung dieser Sexualdimorphismen ist ein polygames Paarungsverhalten Voraussetzung. Bei monogamen Arten entwickeln sich deshalb solche Merkmale nur schwach oder gar nicht. Die intrasexuelle Selektion wirkt stärker auf das Geschlecht, welches den geringeren Elternaufwand betreibt. Bei vielen Arten und den meisten Wirbeltieren sind dies die Männchen, bei manchen Arten auch die Weibchen. Wenn der Aufwand der Männchen für die Werbung um Weibchen groß ist, entsteht für die Männchen ein Anreiz wählerisch zu sein. Zum Beispiel konkurrieren die Weibchen bei den monogamen Marmosetten und Tamarinaffen um die Paarbildung mit attraktiven Männchen.
Wenn die intrasexuelle Selektion symmetrisch auf beide Geschlechter wirkt, führt auch eine starke intrasexuelle Selektion nicht zu einem ausgeprägten Sexualdimorphismus. Das tritt z. B. bei monogamer Paarbeziehung auf, wenn bei einem permanenten Männchen- oder Weibchenüberschuss zahlreiche außerpaarliche Kopulationen die Monogamie unterminieren und die genetische Qualität der möglichen Paarungspartner stark unterschiedlich ist. Dann besteht für beide Geschlechter ein selektiver Anreiz, Zeichen für Qualität bzw. Gesundheit zu entwickeln. In die gleiche Richtung wirken sich Paarungsspiele, Paarungsnachspiele bzw. Paarbindungs-Rituale unter Beteiligung beider Geschlechter aus. Dieser Fall war bereits Charles Darwin bewusst. Starker Dimorphismus ist tendenziell ein Zeichen für ungleiche Systeme, bei dem die Variabilität im Fortpflanzungserfolg des einen, meist männlichen Geschlechts höher ist als die des anderen.
Bei Arten, bei denen die Männchen Kämpfe um den Zugang zu Weibchen austragen, ist in der Regel das Männchen größer als das Weibchen. Bei Arten, in denen der Wettbewerb über ausgeprägte Paarungsspiele oder -vorführungen erfolgt, sind die Männchen hingegen tendenziell kleiner. Nach Renschs Regel, die in einer Studie bei Küstenvögeln bestätigt wurde, sind bei Arten mit sexuellem Größendimorphismus bei großen Arten die Männchen tendenziell größer und bei kleinen Arten tendenziell kleiner als die Weibchen. Bei Amphibien sind in der Regel die Männchen kleiner als die Weibchen. Bei den wenigen Arten mit größeren Männchen besteht ein signifikanter Zusammenhang mit Paarungskämpfen der Männchen untereinander.

### Spermienkonkurrenz
Bei vielen Arten kann sich durch Promiskuität der Weibchen zwischen den Männchen eine Spermienkonkurrenz entwickeln. Durch den Selektionsdruck sind bei Männchen Anpassungen entstanden, wie z. B. Produktion besonders schneller und leistungsfähiger Spermien, Kontrolle der Weibchen, große Hoden, die voluminöses und spermienreiches Ejakulat produzieren, spezielle „Kamikaze“-Spermien mit spiralförmigem Schwanz, die sich um konkurrierende Spermien wickeln und sie zerstören können, oder Masturbation, um die Fitness der Spermien für die nächste Kopulation zu erhöhen. Die Weibchen haben durch diese Konkurrenz Techniken und Strategien entwickelt, mit denen sie nach der Kopulation mit mehreren Männchen wählen können, welches Sperma zur Befruchtung kommt („kryptische“ Partnerwahl), bzw. nach der Theorie des „zurückgehaltenen Spermas“ von Robin Baker und Mark Bellis, welches Sperma sie befruchten wird. Durch die mehrfache Befruchtung haben Weibchen z. B. die Möglichkeit, gute Gene für ihren Nachwuchs zu bekommen und wenig lebensfähige oder genetisch inkompatible Spermien zu vermeiden.

## Intersexuelle Selektion: Partnerwahl durch Angehörige des anderen Geschlechts
Andere Formen von Sexualdimorphismus, wie zum Beispiel das Prachtgefieder von Pfau oder Paradiesvogel, können nicht durch natürliche oder intrasexuelle Selektion, aber durch die Bevorzugung ihrer Träger bei der Partnerwahl erklärt werden. Das Geschlecht mit dem höheren Aufwand wählt den Partner. Bei vielen Arten sind das durch den höheren Elternaufwand die Weibchen („female choice“). Bei einigen Arten wählen die Männchen (z. B. Odins- und Thorshühnchen). Das wählende Geschlecht kann bei einigen Arten auch durch andere Einflüsse bestimmt sein, z. B. durch das Nahrungsangebot, das die Menge und Qualität von Spermatophoren beeinflusst, die Weibchen von den Männchen erhalten, durch den Aufwand der Partnerwahl selbst oder durch das operationelle Geschlechterverhältnis.
Beispiele für Auswahlkriterien:
- Rufe oder Gesang: Lautstärke (Laubheuschrecken), Frequenz (amerikanische Kröte), Dauer (Grauer Laubfrosch[18]), Komplexität (Tungara-Frosch), Reichhaltigkeit des Gesangsrepertoires (nordamerikanische Singammer)
- Balzhäufigkeit (nordamerikanisches Beifußhuhn)
- Körpergröße (Buntbarsche)
- Gesundheit (nordamerikanisches Beifußhuhn[19])

Darwin hat die Evolution der intersexuellen Selektion angenommen, aber nicht erklärt. Wenn die Paarung mit Trägern von bestimmten Eigenschaften beim anderen Geschlecht zu einer größeren Zahl von überlebenden Nachkommen führt, kann die Präferenz für diese Eigenschaften evolvieren. Manche Eigenschaften wie das Prachtgefieder scheinen jedoch einen Fitnessnachteil für das Weibchen zu haben, da ein solches Gefieder in der natürlichen Selektion ihren männlichen Nachkommen Nachteile verschafft. Ähnliches gilt auch für andere Merkmale. Zum Beispiel gibt es bei vielen Vogelarten monogame, gleichzeitig aber auch polygame Männchen. Generell haben Weibchen polygamer Männchen einen geringeren Fortpflanzungserfolg durch dessen verminderte Hilfe bei der Jungenaufzucht. Dennoch paaren sich einige Weibchen mit bereits verpaarten anstatt einem freien Männchen.
Erklärungen solcher Fälle durch die Evolutionstheorie müssen darauf beruhen, dass die Träger eines selektierten Merkmals auf längere Sicht mehr Nachkommen haben werden als diejenigen ohne dieses Merkmal. Ansonsten ist das Merkmal allenfalls evolutionär neutral. Für die entsprechenden Paarungssysteme sind verschiedene Modellannahmen denkbar, bei denen dies trotz der Nachteile durch die natürliche Selektion zutrifft.
1. Direkt selektierte Mechanismen: Träger des Merkmals haben durch die Partnerwahl einen Vorteil, der direkt zu höherer Nachkommenzahl führt.
2. Indirekt selektierte Mechanismen: Träger des Merkmals haben zunächst weniger Nachkommen, die aber eine höhere Fitness besitzen, weshalb sie sich auf längere Sicht in der Population durchsetzen. Dabei wird nicht das Merkmal selbst, sondern ein damit korreliertes Merkmal selektiert (z. B. lauterer Paarungsruf, korreliert mit genetischer Qualität).
3. Sexueller Konflikt: Das Merkmal bringt nur Angehörigen eines Geschlechts einen Vorteil. Da die Eltern genetisch verschieden sind, kann z. B. ein durch den Vater weitergegebenes Merkmal gefördert werden, das den Männchen einen Paarungsvorteil verschafft, auch wenn das Merkmal für Weibchen direkt nachteilig sein kann.

In natürlichen Paarungssystemen müssen diese Möglichkeiten nicht exklusiv verwirklicht sein. Ein bestimmtes Merkmal kann durch Selektion auch auf mehreren Wegen teilweise bedingt oder gefördert werden, was die Erforschung anspruchsvoll macht. Dasselbe Merkmal kann sowohl für die intra- wie auch für die intersexuelle Selektion gleichermaßen bedeutsam sein, wie es z. B. für den Schopf beim Schopfalk Aethia cristatella nachgewiesen ist.
Die Unterschiede im Körperbau und Verhalten der Geschlechter, die Ausgangspunkt der sexuellen Selektion sind, ergeben sich nach klassischer Sicht bereits aus den Unterschieden der Gameten. Das Geschlecht mit den größeren Gameten ist (per definitionem) das Weibliche. Die Entstehung dieses Unterschiedes selbst deutet man in der Regel durch „disruptive Selektion“: Ein Individuum kann sehr viele, dann aber zwangsläufig sehr kleine, oder wenige, dann aber besser ernährte Gameten mit höherer Überlebenswahrscheinlichkeit erzeugen. Intermediäre Individuen fallen zwischen beide Optima. Aus der unterschiedlichen Gametengröße wird meist geschlossen, dass das männliche Geschlecht aufgrund der viel höheren potenziellen Fortpflanzungsrate einen größeren Vorteil davon hat, möglichst wenig in einzelne Nachkommen und stattdessen besser in eine höhere Nachkommenzahl zu investieren (Bateman-Prinzip). Dadurch können sich anfangs kleine Unterschiede in der Strategie der Geschlechter verstärken. Allerdings kann in diploiden Arten die Anzahl der Nachkommen des einen Geschlechts diejenige des anderen nicht übersteigen (die „Fisher-Bedingung“). Unterschiede können also darauf beruhen, dass wenige Männchen eine Vielzahl von Weibchen befruchten und den relativen Anteil ihrer Gene im Genpool erhöhen. Eine vergleichbare Strategie der Weibchen ist nicht möglich.
Wenn ein Individuum bestimmte mögliche Partner nicht akzeptiert, also wählerisch ist, werden bereits Kosten, z. B. Suchkosten bzw. -risiken und aufgewendete Lebenszeit verursacht. Eine solche Strategie bedingt daher einen Selektionsmechanismus. Experimentell nachgewiesen worden ist dieser Zusammenhang z. B. beim Gabelbock: Können Weibchen ihren Paarungspartner frei wählen, haben sie mehr Nachkommen als bei zufälliger Paarung.
Zur Deutung des Geschlechtsdimorphismus und der Paarungssysteme bei verschiedenen Arten wurden mehrere Theorien entwickelt. Die bekanntesten sind die Runaway selection, d. h. Selbstläuferprozesse von R. A. Fisher und das Handicap-Prinzip.

### Direkte Vorteile
Ein Weibchen kann durch seine Partnerwahl direkte Vorteile für den Nachwuchs erlangen, wenn das Männchen z. B. ein hochwertiges Territorium verteidigt und sich an der Jungenaufzucht oder der Abwehr von Prädatoren beteiligt. Dieser Fall galt lange Zeit als trivial und wurde daher kaum betrachtet. Eine systematische Übersichtsarbeit zeigte für einige Fitnesskomponenten einen nur geringfügig größeren Effekt direkter Vorteile durch die weibliche Partnerwahl als durch indirekte (z. B. aufgrund der genetischen Ausstattung des Nachwuchses). Zum Erkennen solcher Vorteile deutet das Weibchen die Signale der Männchen und muss dabei Betrüger vermeiden, die Fitness-Signale imitieren. Wie bei der genetischen Ausstattung besteht ein hoher Anreiz, fälschungssichere Signalsysteme zu entwickeln.

### Sensorische Präferenz
Nach der Sensory Bias-Theorie können sich Sexualmerkmale durch weibliche Vorlieben auf männliche Merkmalsausprägungen wie Farbe, Größe oder akustische Signale entwickeln. Danach bevorzugen Weibchen bei der Partnerwahl Männchen mit solchen Merkmalen. Zum Beispiel führen die Männchen der Gattung Anolis in einem spezifischen Paarungsritual schnelle Aufwärtsbewegungen vor dem Weibchen aus. In der Gattung Xiphophorus gibt es Männchen mit einem langen Fortsatz der Schwanzflosse (Schwertträger) sowie ohne Fortsatz (Platys). In Wahlversuchen bevorzugen Weibchen ohne Fortsatz die Männchen mit künstlich angeklebtem Fortsatz gegenüber dem Wildtyp. Bei einigen Arten werden auch Individuen mit völlig unnatürlichen, vom Menschen angebrachten Markierungen als Partner bevorzugt. In Studien trat dieser Effekt u. a. bei Vögeln auf, bei denen zur Untersuchung ganz anderer Fragestellungen bestimmte Männchen durch den Experimentator farbig beringt wurden. Weibchen bevorzugten signifikant Männchen mit Ringen bestimmter Farbe gegenüber anderen.

### Runaway selection
Die Runaway selection wurde ab 1915 durch den Genetiker und Evolutionsbiologen R. A. Fisher entwickelt und 1930 in seinem Buch veröffentlicht. Nach 1958 wurde die Theorie dann von Biologen und Mathematikern aufgegriffen und weiter entwickelt. Ein Selbstläuferprozess entsteht durch sensorische Präferenzen bei der Partnerwahl, z. B. wenn Weibchen männliche Träger eines vererblichen Merkmals zur Paarung bevorzugen. Sind die Gene für diese Präferenz und für das Merkmal gekoppelt, kommt es zu einer positiven Rückkoppelung, die in evolutionär kurzer Zeit extreme Merkmalsausprägungen bewirkt. Der Prozess kann dann nur durch äußere Einflüsse enden, z. B. durch natürliche Selektion. Danach ist z. B. die Schwanzlänge beim Pfauenhahn so kostspielig geworden, dass sie einen Überlebensnachteil hat. Wenn sich der Überlebensnachteil und der Vorteil beim Paarungserfolg die Waage halten, kann sich ein Gleichgewicht einstellen. Zum Beispiel wurde durch Vergleich der Merkmalsausprägung innerhalb der Artengruppe mit den Vorhersagen der verschiedenen Hypothesen über intersexuelle Selektion der Mechanismus als wahrscheinlichster Grund für die Färbung und die Balzspiele der Männchen bei den Schnurrvögeln identifiziert.

#### Sexy-Son-Hypothese
Als Variante der Runaway selection wurde die Sexy-Son-Hypothese 1979 von P. J. Weatherhead und R. J. Robertson vorgeschlagen. Wie die Runaway selection ist diese Hypothese schwierig zu testen. Nach dieser Hypothese paaren sich Weibchen mancher Arten mit polygynen Männchen, die z. B. durch besonders ausgeprägte sekundäre Sexualmerkmale viel in die Partnersuche investieren, obwohl ein solches Männchen weniger bei der Jungenaufzucht helfen wird. Ihr Vorteil kann in der vererbten Polygynie und damit in einem möglichen zukünftig hohen Fortpflanzungserfolg ihrer „sexy Söhne“ liegen. Dadurch kann sich das Merkmal in der Population verbreiten. Investitionen von Männchen zur Aufzucht der Jungen, z. B. Paarungs(nach)spiele, Paarbindungs-Rituale oder ein Territorium, sind danach kein Garant für eine Vaterschaft des Nachwuchses. Diese Hypothese erklärt das Verhalten der Weibchen mancher Singvogelarten wie z. B. dem Star. Die Weibchen paaren sich mit polygynen Männchen, auch wenn sie dadurch weniger Nachkommen haben als mit einem monogamen Partner, der bei der Aufzucht hilft. Bei Vögeln können Weibchen prinzipiell das Geschlecht ihres Nachwuchses beeinflussen und gemäß der Hypothese sollten sie den Anteil ihres männlichen Nachwuchses erhöhen, um mit diesem einzigen Vorteil ihrer dann ebenfalls polygynen Söhnen ihre Gene verbreiten zu können.

### Handicap-Hypothese
Das von Amotz Zahavi und Avishag Zahavi entwickelte Handicap-Prinzip erklärt die Entwicklung von Merkmalen durch Partnerwahl, die einen Überlebensnachteil für den Träger bringen, aber als Signal die Qualität seiner Gene belegen. Das Handicap ist nach der Hypothese ein fälschungssicheres Signal von einem besonders lebensfähigen Individuum, das seine vorteilhaften Eigenschaften an den Nachwuchs vererben kann. Deshalb wird auch von „Gute-Gene“- oder „Luxus“-Merkmalen gesprochen. Durch die Exponierung oder Behinderung und damit Gefährdung durch Fressfeinde oder Nahrungskonkurrenten durch das Handicap signalisiert ein Paarungspartner seine besondere Fitness. Ein Paarungspartner mit solcher Auffälligkeit wird danach als besonders kräftig und gesund eingeschätzt und damit als relativ sicherer Garant für gesunden und lebensfähigen Nachwuchs. Die intersexuelle und intrasexuelle Selektion sind dabei äquivalent zueinander. Ein kostspieliges Merkmal, das zum Anlocken eines Partners dient, entspricht einem kostspieligen Merkmal zum Kampf mit Geschlechtsgenossen wie z. B. dem Hirschgeweih. Eine Erweiterung der Handicap-Hypothese auf den Einfluss der Immunabwehr stammt von Folstad und Karter. Ihre Hypothese beruht auf der Beobachtung, dass ein höherer Spiegel des Sexualhormons Testosteron die Ausprägung männlicher sexualdimorpher Merkmale verstärkt und gleichzeitig die Immunabwehr des Körpers mindert. Nur besonders gesunde Männchen können daher ausgeprägte Merkmale zeigen und die damit verbundene Immunschwächung als Handicap in Kauf nehmen.

### Evolutionäre Sackgasse
Die Folgen besonders extremer Handicap-Merkmale werden als „evolutionäre Sackgasse“ interpretiert, wenn ihre Vorteile für die reproduktive Fitness durch drastische Änderungen z. B. der Umwelt, Krankheiten, neue Konkurrenten oder veränderte Nahrung verloren gehen und damit ihren Trägern nur noch die Fitnessnachteile bleiben. Durch diese Nachteile reduziert sich dann die Population, wenn sich bei den betroffenen Arten die mit Extrembildungen verbundenen Spezialisierungen nicht an neue Gegebenheiten anpassen können. Als solche Sackgassen, die zum Aussterben geführt haben, wurden z. B. das Geweih der eiszeitlichen Riesenhirsche, die Stoßzähne der Mammuts oder die Eckzähne der Säbelzahnkatzen gedeutet. Der Riesenhirsch lebte in der offenen Tundra, die sich am Ende der Eiszeit anfangs in Sumpfland und danach in Wald verwandelte. Nach dieser Hypothese konnte der Riesenhirsch mit seinem Gewicht und Geweih von über 3,6 m Spannweite weder auf weichem Untergrund noch im Wald leben, weshalb die Art durch die ökologischen Veränderungen ausstarb. Diese Hypothese ist allerdings schwierig zu untersuchen und in Bezug auf andere Erklärungsmodelle, wie die Overkill-Hypothese, umstritten.

### Evolutionary Suicide
Wenn die Individuen einer Art stark auf Kosten der Population profitieren, können nach der Hypothese des „evolutionären Selbstmords“ evolutionäre Anpassungen zum Aussterben der Art führen. Einige Studien konnten eine Korrelation zwischen Merkmalen, Selektionsdruck und einem erhöhten Risiko auszusterben nachweisen.

### Physische Leistungsmerkmale
Äußere Merkmale wie Körpergröße, Waffengröße oder Größe der primären Geschlechtsorgane können in direktem Zusammenhang zur Fitness der Männchen stehen. Bei manchen Arten prüfen die Weibchen die genetische Fitness der Männchen auch über deren physische Leistungsfähigkeit in Balzspielen, z. B. bei paarweise vollführtem Balztanz, Balzflug oder Balzkampf, oder durch deren erbrachte Vorleistungen zur Brutpflege. Ein Weibchen kopuliert nur mit Männchen, deren Fitness sie als ausreichend beurteilen.
Beispiele:
- Bei einigen Webervogelarten, wie z. B. Textorweber, baut das Männchen das Nest und das Weibchen prüft die Festigkeit. Bei einigen Arten hat sich dieses Verhalten ritualisiert, es wird nur noch Nistmaterial präsentiert.
- Bei einigen Vogelarten bringt das Männchen dem Weibchen Nahrung als „Brautgeschenk“ mit und demonstriert damit die Qualität seines Reviers zur Nahrungsbeschaffung.

Eine andere Form eines physiologischen Leistungsmerkmals gibt es beim Feuerkäfer (Neopyrochroa flagellata). Das Männchen nimmt über die Nahrung das Gift Cantharidin auf, das Eier und Larven vor Fressfeinden schützt. Dieses Gift wird zum größten Teil in einer Drüse im Hinterleib gespeichert und mit den Spermien übertragen, ein kleiner Teil wird in einer Kopfdrüse gesammelt. Die Weibchen paaren sich nur mit Männchen, wenn sie das Gift an der Kopfdrüse des Männchens schmecken.

### Soziale Signale
Bei manchen Arten hat sich evolutionär ein Signalsystem entwickelt, das mit der genetischen Fitness der Männchen korreliert, das aber keinen direkten Zusammenhang zu deren Überlebens-, Fortpflanzungs- oder Aufzuchtsfähigkeit hat. Weibchen wählen Männchen anhand ihrer möglichst ausgeprägten Schlüsselreize, wie z. B. auffällige Farben, Rufe oder Verhaltensweisen, die bei der Balz von Männchen präsentiert werden. Die Auffälligkeit der Signale verringert die allgemeine Fitness der Männchen durch natürliche Selektion, die der sexuellen Selektion entgegenwirkt. Dadurch entsteht ein Gleichgewicht bei der Ausprägung der Merkmale und eine Hypertrophierung sekundärer Geschlechtsmerkmale wird verhindert. Dieser Zusammenhang wurde z. B. bei Poecilia reticulata nachgewiesen. Bunt gefärbte Männchen sind attraktiver für Weibchen, aber auch auffälliger für Prädatoren. In Lebensräumen ohne Prädatoren sind die Männchen bunter.
Beispiele:
- Pfau: Schmuckfedern mit vielen und großen Augen erhöhen den Fortpflanzungserfolg.[50]
- Bankivahuhn: Hennen bevorzugen Hähne mit hellen, „leuchtenden“ Augen und großen, roten Kämmen und Kehllappen. Diese Merkmale korrelieren mit einem guten Gesundheitszustand und einer hohen Widerstandsfähigkeit gegen Krankheiten.[51]
- Rauchschwalbe (Hirundo rustica): Rauchschwalben zeigen keinen auffälligen Sexualdimorphismus. Die Männchen sind nur an den verlängerten Randfedern des Gabelschwanzes zu erkennen. Sie sind um mehr als einen Zentimeter länger als die der Weibchen, die Männchen mit längeren Schwanzfedern bevorzugen.[52]

Die Schwanzfedern variieren bei den Männchen zwischen 84 und 132 Millimetern. Ältere Männchen haben längere Schwanzfedern als jüngere, da bei jeder Mauser im Winterquartier diese etwas verlängert ausgebildet werden. Ältere Männchen kommen im Brutgebiet früher an als jüngere, verpaaren sich früher und haben damit die Möglichkeit einer zweiten Brut. Die Länge der Schwanzfedern spielt keine Rolle im Konkurrenzkampf der Männchen um Nistplätze, aber bei der Wahl durch die Weibchen, wie in Experimenten festgestellt wurde. Einer Gruppe von Männchen wurden die Schwanzfedern um zwei Zentimeter verkürzt und einer anderen Gruppe um diesen Betrag verlängert. Gegenüber einer unbehandelten Kontrollgruppe haben 85 % der Männchen mit den verlängerten Schwanzfedern ein zweites Mal gebrütet, aber nur 10 % der Männchen mit kurzen Schwanzfedern. Die Männchen mit langen Schwanzfedern kopulierten doppelt so oft mit dem Weibchen eines Männchens mit verkürzten Schwanzfedern wie die der Kontrollgruppe. Mit langen Schwanzfedern ist die Flugleistung beim Nahrungserwerb schlechter. Männchen mit langen Schwanzfedern erbeuten nicht mehr große, schnell fliegende, sondern nur noch kleine, langsam fliegende, Insekten. Da ihre Brut genauso viel Nahrung wie die der Männchen mit kürzeren Schwanzfedern braucht, müssen sie mehr erbeuten. Durch diese Anstrengung entwickeln Männchen bei der nächsten Mauser wieder kürzere Schwanzfedern. Dadurch ist die Federlänge begrenzt und die Weibchen wählen die erfahrensten und beim Nahrungserwerb erfolgreichsten Männchen aus.
- Bei manchen Vogelarten wie z. B. Schnurrvögel, Leierschwanz oder Laubenvögel, bereiten die Männchen für ihre Balz Tanzplätze vor. Das Weibchen wählt das Männchen nach der Qualität des Platzes oder der Darbietung aus. Besonders attraktive Männchen können zahlreiche Weibchen begatten, während unattraktivere Männchen sich nicht fortpflanzen können. Männliche Laubenvögel statten ihre Tanzplätze mit Objekten auffälliger Farbe aus, deren Anzahl das Weibchen anlockt. Starke Männchen zerstören die Tanzplätze ihrer Konkurrenten und rauben das Schmuckmaterial für ihren eigenen Platz. Die Kopulation findet auf dem Tanzplatz statt, aber das von den Weibchen gebaute einfache Brutnest liegt meist weitab vom Tanzplatz.[53]

## Heterozygotie-Hypothese
Ein möglicherweise wichtiger Faktor bei der Partnerwahl ist die genetische Kompatibilität eines Partners. Danach bestimmt sich die Qualität eines Paarungspartners aufgrund der eigenen genetischen Ausstattung und variiert daher für verschiedene Partner. Nach dem Effekt der Heterozygotie bestimmt sich die „Qualität“ eines bestimmten Gens (eigentlich: Allels) nicht absolut, sondern nur situationsabhängig im Zusammenhang mit dem Genom des jeweiligen Partners. Damit wurde z. B. die im Tierreich weit verbreitete Paarung von Weibchen mit mehreren Männchen als Risikominimierung erklärt, um Partner mit genetisch unpassenden Elementen zu vermeiden. Der heterozygote Nachwuchs genetisch verschiedener Eltern sollte insbesondere ein besonders leistungsfähiges Immunsystem besitzen. Auch Forschungen zur menschlichen Fortpflanzungsbiologie können so gedeutet werden und eine Hypothese stellt z. B. einen Zusammenhang zwischen der Güte des Immunsystems und Pheromonen her. Je besser sich die Immunsysteme ergänzen, also je unterschiedlicher sie sind, umso attraktiver wird der Geruch des Partners empfunden. Empirische Tests der Hypothese haben in einigen Fällen einen Vorteil von Paarungen mit genetisch kompatiblen oder verschiedenen Partnern erwiesen, in einigen Fällen konnte auch eine Partnerwahl nach entsprechenden Markern nachgewiesen werden.

## Erzwungene Paarung
In Erweiterung zur intra- und intersexuellen Selektion weisen Pradhan und van Schaik auf die Rolle erzwungener Paarung von Weibchen durch Männchen hin. Wenn die Weibchen den Männchen nicht ausweichen können, kann deren Wahlmöglichkeiten durch die Männchen beschränkt werden. Die durch intrasexuelle Selektion entwickelten Merkmale (z. B. Körpergröße, Geweihe, Hörner) werden danach nicht nur in der gleichgeschlechtlichen Rivalität der Männchen eingesetzt, sondern als Alternativstrategie auch um Paarungen mit Weibchen zu erzwingen. Dadurch sollte ein selektiver Anreiz für die Weibchen bestehen, solche Paarungspartner zu meiden. Diese Hypothese kann auch erklären, warum bei den meisten Säugetieren die Männchen „Waffen“ besitzen, während bei Vögeln Ornamente überwiegen.
Ein weiterer bedeutsamer Faktor ist die Belästigung von Weibchen durch unerwünschte männliche Paarungsversuche, auch wenn es nicht zum Vollzug der Paarung kommt. In einer Studie an der Waldeidechse konnte gezeigt werden, dass bei einem experimentell erzeugten Überschuss von Männchen in der Population die Männchen durch ständige Belästigung und Paarungsversuche zu einer wesentlichen Mortalitätsursache für die Weibchen werden können. Dadurch fällt nicht nur, wie zu erwarten, der Populationszuwachs bei Männchenüberschuss ab, sondern die Populationsgröße sinkt sogar. Dadurch besteht ein erhebliches Aussterberisiko für die Population. Ähnliches wurde bei einer Reihe weiterer Arten nachgewiesen. Bei Taufliegen können Paarungsversuche von Männchen, die sich gezielt auf besonders fruchtbare Weibchen richten, diese stark benachteiligen, wodurch sich ihr Vorteil (in der natürlichen Selektion) abschwächt.

## Geschlechterverhältnis
Bei normaler geschlechtlicher Fortpflanzung ist die Geschlechterverteilung im Prinzip 1:1. R. A. Fisher zeigte bereits 1930, dass in Abwesenheit besonderer Faktoren ein Übergewicht eines Geschlechts einen Selektionsdruck auf das andere Geschlecht bewirkt. Das Geschlechterverhältnis unterliegt der sexuellen Selektion und ein ungleiches Geschlechterverhältnis wirkt dann stark auf die sexuelle Selektion zurück. Nach der Theorie sollte das Geschlechterverhältnis tendenziell in die Richtung des Geschlechts mit einer höheren potenziellen, d. h. unter Einbezug der Investitionen des jeweiligen Elternteils in den Nachwuchs bestimmte Fortpflanzungsrate verschoben sein. Maßgebend ist dabei das Geschlechterverhältnis der an der Fortpflanzung beteiligten Individuen im fortpflanzungsfähigen Alter, das z. B. durch eine höhere Jugendmortalität eines Geschlechts verschoben sein kann. Das biologisch tatsächlich wirkende Geschlechterverhältnis wird „operationelles Geschlechterverhältnis“ (engl.: operational sex ratio, OSR) genannt. Verborgene Faktoren können dabei einen entscheidenden Einfluss ausüben. Ist z. B. das Weibchen nur wenige Tage im Jahr empfängnisbereit, wenn das Männchen mehr oder weniger permanent zeugungsbereit ist, ist die Anzahl der tatsächlich paarungswilligen Weibchen zu einem gegebenen Zeitpunkt möglicherweise viel geringer als die der Männchen, auch wenn beide gleich häufig sind. Damit ist das operationelle Geschlechterverhältnis zugunsten der Männchen verschoben. In gleicher Weise wirkt es sich aus, wenn Männchen oder Weibchen früher geschlechtsreif werden als das andere Geschlecht.
Ohne Elternfürsorge für den Nachwuchs kann sich die durch das Größenverhältnis der Geschlechtszellen (Gameten) bedingte Überlegenheit des männlichen Geschlechts bei der Fortpflanzungsrate häufig durchsetzen und das operationelle Geschlechterverhältnis kann zugunsten der Männchen verschoben sein. Eine exklusive Fürsorge der Weibchen für den Nachwuchs verstärkt dann diese Tendenz und der Männchenüberschuss führt zu einer stärkeren Konkurrenz der Männchen untereinander. Bei z. B. den meisten Vogelarten versorgen jedoch beide Geschlechter den Nachwuchs. Bei vielen Arten ist das Männchen Alleinversorger für den Nachwuchs und das Weibchen beteiligt sich über die Lieferung der Eier hinaus nicht wesentlich. Dazu gehören neben etlichen Insekten- und Fischarten wie etwa die Seenadeln auch einige Salamander und Vogelarten wie z. B. Laufvögel. Das Geschlechterverhältnis kann dann zugunsten der Weibchen verschoben sein, wodurch sie dann stärker um Paarungspartner konkurrieren und stärker der sexuellen Selektion unterliegen.
Das operationelle Geschlechterverhältnis kann bei Arten variabel sein, z. B. wenn die Mortalität eines Geschlechts stärker von Umweltfaktoren abhängt als die des anderen (z. B. größere Männchen, Nahrungsmangel). Bei solchen Arten haben Forscher das Verhältnis experimentell verändert und die Konsequenzen beobachtet. Bei der Fischart maulbrütenden galiläischen Petersfisch Sarotherodon galilaeus wurde gezeigt, dass die Fortpflanzungsstrategie vom Geschlechterverhältnis beeinflusst wird. Bei dieser Art versorgen manchmal beide Geschlechter, manchmal eines allein den Nachwuchs. Bei einem Überschuss des einen Geschlechts verlässt das jeweils andere häufiger seinen Nachwuchs. Dies kann durch die höheren relativen Kosten erklärt werden, die ein Individuum hat, wenn ihm mehr potenzielle Paarungspartner zur Verfügung stehen.

## Sexuell antagonistische Selektion
Merkmale, die zum reproduktiven Erfolg durch sexuelle Selektion führen, sind meist ungleich zwischen den Geschlechtern verteilt. Der Selektionsdruck auf das jeweilige Geschlecht kann in unterschiedliche Richtung wirken, so dass es kein gemeinsames Optimum für beide Geschlechter gibt. Dieses Phänomen wird „sexuell antagonistische Selektion“ genannt, führt tendenziell zu einer Erhöhung der genetischen Variabilität und ist dafür möglicherweise einer der wichtigsten Faktoren.
Empirische Belege für das Wirken sexuell antagonistischer Selektion wurden bei einer Reihe von Arten festgestellt, wie z. B. bei Taufliegen oder beim Rothirsch. Beim Rothirsch wurde z. B. gezeigt, dass Töchter von reproduktiv besonders erfolgreichen Vätern einen geringeren Fortpflanzungserfolg besaßen als es dem Durchschnitt entspricht. Dieser Befund ist gleichzeitig ein schwerwiegendes Problem für Hypothesen, wie z. B. die Handicap-Hypothese, die einen größeren Erfolg für den Nachwuchs beider Geschlechter vorhersagt. Nach dem Modell sollten sich mutierte Allele mit Vorteil ausschließlich im männlichen Geschlecht auf dem X-Chromosom anreichern, weil sie hier beim Männchen Wirkung zeigen können, während ihre Wirkung beim Weibchen im heterozygoten Fall durch das Allel auf dem zweiten DNA-Strang gemindert sein kann. Diese Vorhersage konnte bei der Taufliege bestätigt werden.
Sexuell antagonistische Selektion kann zu einem „Wettrüsten“ zwischen den Geschlechtern führen. Diese „sexuell antagonistische Koevolution“ wurde z. B. bei den Samenkäfern gezeigt. Bei den Männchen vieler Arten weist der Aedeagus Dornen auf, die das Weibchen bei der Kopulation verletzen können. Die Weibchen reagieren mit einer Verstärkung des Genitaltrakts.

## Paarungssysteme und ökologische Zwänge
Die Struktur und Ausbildung von Sozial- und Paarungssystemen unterliegen nicht der sexuellen Selektion allein. Die Wechselwirkungen zwischen Paarungssystemen und ökologischen Randbedingungen, d. h. durch die natürliche Selektion vorgegebenen Zwang, ist Gegenstand eines eigenen Forschungsprogramms. Die Rahmenbedingungen für die Wirkung der sexuellen Selektion werden demnach von Umweltfaktoren, insbesondere der Verteilung von Ressourcen in der Umwelt, vorgegeben (engl.: ecological constraints model, ECM).
Die beinahe unüberschaubare Vielfalt von Paarungssystemen im Tierreich (für Säugetiere, vgl.) lässt sich nach der Lebensweise der jeweiligen Arten ordnen. Ob ein Individuum einen oder mehrere potenzielle Paarungspartner für sich monopolisieren kann, d. h. andere Artgenossen von der Paarung ausschließen, hängt in vorhersagbarer Form vom Ernährungstyp und der Lebensweise ab. Ist für eine erfolgreiche Jungenaufzucht zwingend der Beitrag beider Geschlechter erforderlich, ergibt sich (obligate) Monogamie. Legen die Umweltfaktoren für Weibchen eine territoriale Lebensweise (d. h. räumliche Beschränkung auf ein „Heimatrevier“) nahe, können Männchen Weibchen für sich monopolisieren, indem sie anderen Männchen den Zugang dazu verwehren. Bei weit verstreut lebenden Weibchen resultiert (fakultative) Monogamie – im Unterschied zur obligaten kann das Männchen hier zur Jungenaufzucht beitragen oder nicht beitragen. Bei in Gruppen oder Herden zusammenlebenden ergibt sich Polygamie. Leben Weibchen in stabilen Gruppen ohne Territorium zusammen, können einzelne Männchen (oder eine Koalition aus solchen) anderen Männchen den Zugang zu diesen Gruppen beschränken. Ist keine dieser Voraussetzung gegeben, ist es für Männchen meist vorteilhafter, individuell so viele Paarungspartner wie möglich zu suchen (Promiskuität). Andere Umweltfaktoren, z. B. Prädatoren, können vergleichbare Auswirkungen haben. Zum Beispiel leben bei Languren (einer Gruppe asiatischer Affen) zwei Männchen mit einer Weibchengruppe zusammen, wenn im Lebensraum affen-jagende Adler vorkommen. Fehlen diese, ist nur ein Männchen vorhanden.
Die Entstehung von Familienverbänden hängt ebenfalls in vorhersagbarer Form von der Umwelt ab. Die Formung einer Familie aus Eltern und (halbwüchsigen) Nachkommen ist für den Nachwuchs mit einem Verzicht auf Fortpflanzungsmöglichkeiten verbunden. Dies kann vorteilhaft sein, wenn die Risiken und Kosten der Verteilung (Dispersion) und Reviersuche hoch sind, z. B. weil gute Reviere knapp sind.

## Artbildung
Durch z. B. Selbstläuferprozesse können sich Arten als Folge divergierender sexueller Präferenzen in Tochterarten aufspalten. Populationen einer Art entwickeln sich zu getrennten Arten weiter, wenn Isolationsmechanismen den Genfluss zwischen Organismen dieser Populationen verhindert. Eine präzygotische Isolation durch sexuelle Selektion erzeugte morphologische Besonderheiten oder spezielle Paarungssignale können eine Paarung verhindern, wenn die Signale nicht gedeutet werden können oder die Partner unattraktiv sind. Artbildung durch präzygotische Mechanismen scheint schneller abzulaufen als durch postzygotische Mechanismen (z. B. Sterilität oder Lebensunfähigkeit des Nachwuchses), wenn die entsprechenden Populationen miteinander in Kontakt stehen. Da nach theoretischen Modellen sexuelle Selektion rascher ablaufen kann als natürliche Selektion, können sich isolierende Mechanismen schnell entwickeln, ohne dass stärkere ökologisch wirksame Adaptationen vorhanden sein müssen. Als Ausgangspunkt genügen kleine Unterschiede in der Präferenz der Weibchen zwischen verschiedenen Populationen, wie z. B. bei den Farbmustern von Guppys. Nach dem Modell der Runaway-Selektion sind solche Unterschiede unabhängig von einem adaptiven Wert ausreichend um eine sehr rasch ablaufende Merkmalsverschiebung anzustoßen. Durch adaptive Radiation können sich dann Arten rasch in Artengruppen aufspalten. Dieses Modell wird als Erklärung für die Artenvielfalt der extrem rasch evolvierenden Buntbarsch-Arten in den ostafrikanischen Seen benutzt. Bei der Artbildung ist Assortative Paarung ein wichtiger Mechanismus, durch den Männchen und Weibchen mit ähnlichen Spezialisierungen oder Anpassungen sich bei der Paarung gegenseitig bevorzugen.
Bei einer Aufspaltung sollten sich Verhaltensmerkmale vorgängig zu morphologischen Merkmalen ändern. Als Basis einer evolutionären Veränderung müssen diese Merkmale zumindest teilweise erblich sein. Zur genetischen Basis solcher Verhaltensmerkmale ist relativ wenig bekannt. Klassische Züchtungsexperimente zeigen, dass es gewöhnlich quantitative Merkmale sind, die von vielen Genen beeinflusst werden. Die Untersuchungen werden an Modellorganismen, vor allem an Taufliegen mit Quantitative Trait Locus (QTL) erforscht. Viele der wirkenden Gene haben neben ihrer Beteiligung am Verhaltensmerkmal oft auch grundlegende Bedeutung für andere biologische Prozesse (Pleiotropie).

## Sexuelle Selektion beim Menschen
Einige der Soziobiologie nahestehende Forscher versuchen im Rahmen der evolutionären Psychologie, menschliches Erleben und Verhalten durch die sexuelle Selektion zu erklären. Ihre zahlreichen Gegner aus den Sozialwissenschaften, speziell des Sozialkonstruktivismus oder der feministischen Theorie, sprechen von Biologismus oder Essentialismus. Aus ethischen Gründen können beim Menschen nur eingeschränkt Experimente durchgeführt werden und die Erforschung der Ursachen menschlichen Sozialverhaltens wirkt sich auf unser Selbstverständnis oder die Legitimierung politischer und gesellschaftlicher Systeme aus. Zudem ist eine Anwendung psychologischer Erkenntnisse, die z. B. an akademisch gebildeten Erwachsenen in Industrienationen erhoben wurden, auf andere Kulturkreise problematisch. Für die Evolution des menschlichen Sozialverhaltens waren vermutlich die Beziehungen in altsteinzeitlichen Jäger-Sammler-Gemeinschaften maßgeblich, zu denen es keinen direkten Zugang gibt. Folgende Methoden werden deshalb angewendet:
- Nutzenkalkül-Betrachtungen, z. B. auf Grundlage der Spieltheorie.
- Interkulturelle Vergleiche des Sozialverhaltens beim Menschen, oft auf Basis des ethnographischen Atlas[87]
- Vergleiche mit dem Sozialverhalten nahe verwandter Arten, besonders Vergleiche mit den Systemen der Paarung und Jungenaufzucht bei Menschenaffen.
- Ableitungen aufgrund der Anatomie. Betrachtet wird insbesondere der Sexualdimorphismus zwischen den menschlichen Geschlechtern.
- Empirische Studien, die mit statistischen Methoden analysiert werden.

Zum Beispiel untersuchte David Buss mögliche evolutionäre Gründe für menschliche Eifersucht, das weibliche Sexualverhalten oder auch die Ursachen für mörderische Absichten. Geoffrey Miller beleuchtete die Frage, wie sich das menschliche Gehirn entwickeln konnte und wie Gad Saad welche Rolle Konsum beim Homo sapiens spielt.

### Paarungsstrategien und Paarungssysteme
Als eine Besonderheit beim Menschen beteiligen sich grundsätzlich beide Geschlechter an der Versorgung und Aufzucht des Nachwuchses. Bei keiner anderen Menschenaffen-Art beteiligt sich das Männchen an der Versorgung des Nachwuchses, weder bei den in Familienverbänden lebenden Schimpansenarten noch bei den Gorilla-Harems, den monogam lebenden Gibbons oder den solitären Orang-Utans. Für alleinversorgende Mütter hat die empirische Sozialforschung eine erheblich angestiegene Kindersterblichkeit in Jäger-Sammler-, und Ackerbau-Kulturen und in gewissem Umfang auch in modernen Gesellschaften nachgewiesen, aber nicht in den höchstentwickelten Industrie- und Sozialstaaten.
Nach den theoretischen Vorhersagen der sexuellen Selektionstheorie haben beide Geschlechter ein gemeinsames evolutionäres Interesse, in das Wohlergehen des Nachwuchses zu investieren. Für Väter ist eine „gemischte“ Strategie einfacher als für Mütter, welche die Versorgung zumindest bei ihren Säuglingen weniger leicht vermindern können. Für Männer ist die Investition in den Nachwuchs einer Frau evolutionär vorteilhaft, wenn sie sich ihrer Vaterschaft und damit ihres Fortpflanzungserfolgs sicher sein können. Für Frauen spielen bei der Partnerwahl hingegen Nutzenabwägungen eine Rolle, wie sie z. B. für monogame Singvogelarten gelten. Sie können einen vermutlich zuverlässig helfenden „Versorger“ und seine Ressourcen oder einen genetisch attraktiven, aber vielleicht unzuverlässigen Mann an sich binden, der ihrem Nachwuchs seine „guten Gene“ weitergibt und dessen „sexy“ Söhne dann bessere Paarungschancen besitzen. Durch „Sittlichkeit“ gewonnene Reputation für Monogamie kann sich auch für Männer z. B. durch einen Ruf als „guter Versorger“ auszahlen, besonders wenn fremder Nachwuchs großgezogen wird.
Über das soziale Leben der unmittelbaren Vorfahren des Menschen gibt es nur wenige Daten und es werden stattdessen „ursprünglich“ lebende Gesellschaften untersucht. Ein Zusammenhang zwischen Monogamie und einer gemeinsamen Aufzucht des Nachwuchses ist empirisch nicht belegt. Monogamie kommt bei weniger als 5 % der Säugetierarten vor. Beim Vergleich menschlicher Kulturen finden sich monogame, polygame, polygyne und polyandrische Beziehungen. Menschen leben in Sozialverbänden zusammen, deren Größe in Jäger-Sammler-Kulturen vor allem durch natürliche Ressourcen begrenzt ist, so dass die Paarbildung nicht beispielsweise durch Territorialität gesichert werden kann. Die Größe dieser zusammenlebenden Gruppen liegt üblicherweise bei etwa 30 Individuen. Zum Beispiel zur Vermeidung von Inzucht verlässt bei sozialen Tierarten ein Teil des Nachwuchses das Territorium, während der andere Teil philopatrisch zurückbleibt. Bei den meisten Tierarten verlassen die jungen Männchen den Sozialverband, bei den zum Homo sapiens nächstverwandten Menschenaffen (Schimpansen und Gorillas) aber die jungen Weibchen. Über die Philopatrie in menschlichen Jäger-Sammler-Kulturen bestand über Jahrzehnte eine wissenschaftliche Kontroverse. Diesbezüglich scheint es in den menschlichen Kulturen große Unterschiede zu geben und es wurde argumentiert, dass darin ein großer evolutionärer Vorteil für die Art Mensch bestanden hat.
Ein Durchschnittsmann ist größer, um einiges schwerer und kräftiger als eine Durchschnittsfrau was oft mit polygynem Verhalten korreliert, während bei rein monogamen Beziehungen gleich große Geschlechter zu erwarten sind. Im Vergleich zu der Gattung Australopithecus ist beim Menschen der sexuelle Größendimorphismus aber erheblich geringer. Verglichen mit monogam lebenden Primaten hat ein Mann größere Hoden und produziert „Kamikaze“-Spermien. Der menschliche Penis ist für Primaten ungewöhnlich lang, was z. B. als Ornament gegenüber Konkurrenten gedeutet oder als Ergebnis einer Spermienkonkurrenz interpretiert wird. Daraus wird auf ein mäßig polygames Paarungsverhalten geschlossen, was aber für den modernen Menschen auch bestritten wurde. Inzwischen wurden weitere Argumente für Polygynie über lange Zeiträume der menschlichen Evolution durch genetische Untersuchungen an X-Chromosomen vorgebracht.
Neben der Menopause sind die Größe der weiblichen Brüste, der verborgene Eisprung, die starke Varianz der Länge des Menstruationszyklus mit einer nur 28%igen Empfängniswahrscheinlichkeit pro Zyklus und der versteckte Koitus einzigartig bei den Menschenaffen und werden als Strategien zur Empfängniskontrolle und als Schutz vor männlicher Aggressivität interpretiert. Frauen stellen dabei andere Anforderungen an Langzeitpartner als an Männer für kurze Sexualkontakte. Frühere Studien ergaben, dass Frauen Zusammenkünfte mit Liebhabern auf die Zeit ihrer Ovulation legen würden, mehr Orgasmen als mit regulären Partnern hätten und mehr Sperma zurückhalten könnten, das in Krypten bis zu 7 Tage fruchtbar bleibe. Einige Forscher bezweifeln solche Zusammenhänge und sehen beispielsweise im weiblichen Orgasmus keine evolutionäre Anpassung. Neuere Studien zeigen zwar ein gesteigertes sexuelles Interesse während der Ovulation, aber nicht speziell an Partnern außerhalb der festen Beziehung.
Untersuchungen ergaben ab den 1940er Jahren je nach Studie und Interpretation 5 % bis 30 % Kuckuckskinder, die soziobiologisch als Ergebnis einer „kombinierten Fortpflanzungsstrategie“ (KFS) gesehen werden. Dabei wurden in der sozialen Oberschicht 2 %, in der Mittelschicht 12 % und in der Unterschicht 20 % Kuckuckskinder festgestellt. Verschiedene Studien ergaben unterschiedliche Werte zur KFS. Danach haben in den USA 20–40 % der Frauen und 30–50 % der Männer mindestens eine Affäre während der Ehe. Die Wahrscheinlichkeit von Affären lag bei attraktiven Partnern oder Persönlichkeitsmerkmalen wie die Dunkle Triade, Narzissmus oder Soziopathie höher und Frauen sind dabei eher emotional und Männer eher visuell sexuell motiviert.
Untersuchungen zum möglichen Einfluss sexueller Selektion auf die Entwicklung des menschlichen Körpers zeigen verschiedene Neigungen von Frauen und Männern auf die körperliche Erscheinungsform (Sexappeal) beim anderen Geschlecht.
Das kulturübergreifende Interesse von Frauen an älteren Männern besonders für eine langfristige Bindung wie z. B. Ehe oder Konkubinat wird durch die ökonomische Absicherung erklärt, die ältere Männer oft bieten können. Studien zeigen die Präferenz von Frauen an Männern mit sozialem Status und Potential sowie finanzieller Viabilität und von Männern an sexuell treuen und jüngeren Frauen im zeugungsfähigsten Alter. Um die Aufmerksamkeit von potentiellen Partnern zu gewinnen, demonstrieren Männer Besitz und Position und Frauen betonen ihr körperliches Erscheinungsbild. Beide Geschlechter bevorzugen für langfristige Beziehungen Partner, die interessant, intelligent, humorvoll, altruistisch, verlässlich und familiär sind. Im Umgang mit Konkurrentinnen setzen Frauen eine Reihe von verbalen und z. T. subtilen Techniken ein, die die Wahrnehmung von Männern z. B. assoziativ oder ambivalent verändern.

#### Gewalt
Eifersucht, Stalking oder Gewalt bei Paaren wird z. B. von David Buss als evolutionäre Anpassung und solches Verhalten als Versuch der Abschreckung, Kontrolle und Erhöhung der Kosten bei Untreue oder Partnerwechsel interpretiert. Diese kulturübergreifende Gewalt wird nach kontrovers diskutierten Studien von beiden Geschlechtern gleich häufig eingesetzt. Frauen benutzen körperliche Gewalt dabei oft nur im Rahmen der Selbstverteidigung, wobei 79 % der Frauen, die ihren Partner töten, jünger als 40 Jahre sind. Nach Untersuchungen von Tötungsdelikten werden Frauen dreimal häufiger von einem Partner als von einem Unbekannten getötet. Dabei tragen junge Frauen, Frauen mit einem erheblich älteren oder wenig attraktiven Partner ein höheres Risiko. Bei einer Trennung ist das Risiko 5- bis 7-mal höher, getötet zu werden, 78–91 % der Morde werden im ersten Jahr nach der Trennung verübt, wobei 81 % der Täter unter 50 Jahre alt sind. Frauen mit Kindern aus früheren Partnerschaften haben ein 12-mal höheres Risiko, bei einer Trennung getötet zu werden. Junge Stiefkinder werden mit einer 40- bis 100-mal größeren Wahrscheinlichkeit getötet, und Stiefkinder verlassen das Elternhaus durchschnittlich 2 Jahre früher als leibliche Kinder.
Stalking wird als Verhaltensweise interpretiert, um z. B. Partner zu halten, (zurück)zugewinnen oder Nebenbuhler auszuschalten. In milder Form wird Stalking von beiden Geschlechtern, in belästigender oder gewalttätiger Form hauptsächlich von Männern benutzt. Nach einer Trennung dauert Stalking im Mittel 2 Jahre, kann aber von wenigen Tagen bis zu einem Jahrzehnt andauern, und 88 % der Männer, die ihre Frau getötet haben, waren zuvor Stalker.
Erzwungene Paarung bzw. Vergewaltigungen werden von manchen Theorien als Kontrolle über den reproduktiven Wert von Partnern oder Spermienkonkurrenz interpretiert. Inwieweit erzwungene Paarungen tatsächlich eine evolutionäre Anpassungsstrategie sind, ist jedoch umstritten. Eine andere Theorie sieht diese als nicht-adaptives Nebenprodukt anderer evolutiver Mechanismen. Eindeutige Belege für einer dieser Theorien existieren jedoch nicht.

### Geschlechterverteilung
Beim Homo sapiens ist die Geschlechterverteilung bei Geburt normalerweise ca. 1,05 männlich zu 1,00 weiblich. Die Sterblichkeit von Jungen ist allerdings gegenüber den Mädchen etwas höher, so dass das Verhältnis beim Eintritt in die Pubertät nahezu ausgeglichen ist. Durch die gezielte Abtreibung weiblicher Föten wird seit einigen Jahrzehnten in mehreren Ländern Asiens, wie China, Indien, Aserbaidschan, Georgien oder Armenien, aber auch in Albanien eine künstliche Geschlechterselektion praktiziert und damit ein weiterer Selektionsdruck eingeführt. Dadurch gibt es geschätzte 160 Millionen Frauen weniger. Beispielsweise wird für China prognostiziert, dass 2013 jeder zehnte und zwischen 2020 und 2045 jeder fünfte Mann keine Frau finden kann.

### Sexuelle Selektion als Erklärungsansatz für die Evolution von Intelligenz und Kultur
Nach den Forschern Robin Dunbar oder Geoffrey Miller hat die sexuelle Selektion eine wichtige Rolle bei der Entstehung des menschlichen Geistes gespielt. Die Hypothese postuliert die Leistungsfähigkeit des Gehirns als Anpassung an die Anforderungen eines komplexen Soziallebens und nicht, um z. B. besser Nahrung beschaffen oder Räuber vermeiden zu können. Eine der besonderen Anforderungen wäre z. B. die spezifische soziale Paarbindung beim Menschen, bei der die Intelligenz und damit verbundene Fertigkeiten des Partners bei der Partnerwahl ausschlaggebend sind. Große Teile des menschlichen Soziallebens und eine Vielzahl menschlicher Kulturleistungen werden danach als Ornament oder Paarungsvorspiel gedeutet, um die eigene besondere Leistungsfähigkeit beim möglichen Paarungspartner zur Schau zu stellen, wie z. B. Musik oder Moral. Auch der Philosoph Denis Dutton legt mit seinem Buch The Art Instinct die Theorie einer evolutionären Ästhetik vor, die die menschliche Ästhetik als ein evolutionäres Produkt deutet.
Im Gegensatz zur Paarbindung erklärt eine alternative Theorie die Evolution des Gehirns aus für den Menschen größeren sozialen Verbänden, die sonst im Tierreich selten sind. Die für jede Art vorteilhafte Evolution größerer Gehirne und damit gesteigerte Intelligenz stoße für die meisten Arten aufgrund energetischer Zwänge bald an Grenzen. Durch die mit dem Gehirnwachstum und der Gehirnreifung verbundenen Aufwendungen verlängere sich die individuelle Entwicklungszeit so stark, dass auch bessere Überlebensraten durch höhere Intelligenz dies nicht mehr wettmachen könnten. Diese Grenze könne nur überwunden werden, wenn sich andere Artgenossen – zusätzlich zur Mutter – an der Jungenaufzucht beteiligten. Dies könne z. B. die relativ größere durchschnittliche Gehirngröße bei Vögeln gegenüber Säugern erklären. Menschen gehören zu den wenigen Arten, bei denen sich auch nicht direkt Verwandte an der Kinderaufzucht beteiligen, was möglicherweise ein entscheidender Startvorteil ist.
Die evolutionäre Psychologie wendet sich neuerdings verstärkt der Frage zu, welche Rolle individuelle Differenzen in der Evolution gespielt haben. Konstitutiv für menschliche Individualität und Personalität seien die emotionalen Reaktionen in langfristigen Paarbindungen, deren Partner eine gemeinsame Lebensgeschichte haben. Auf dieser Grundlage hat der philosophische Anthropologe Ferdinand Fellmann den Begriff „emotionale Selektion“ als Erweiterung der sexuellen Selektion im Kontext des Paarbindungs-Modells der Menschwerdung eingeführt.